# تل كو
تل كو، هو جبل يقع في جبال كاتسكيل في نيويورك شمال شرق شمال فرانكلين. يقع تل جاكسون جنوب غرب ويقع تل وايت جنوب غرب تل كو.

## انظرأيضًا
- تل كوران
- تل كوسكاروفو
- تل كوم الدهب